# Cargo de primer ministro de John Edward Brownlee

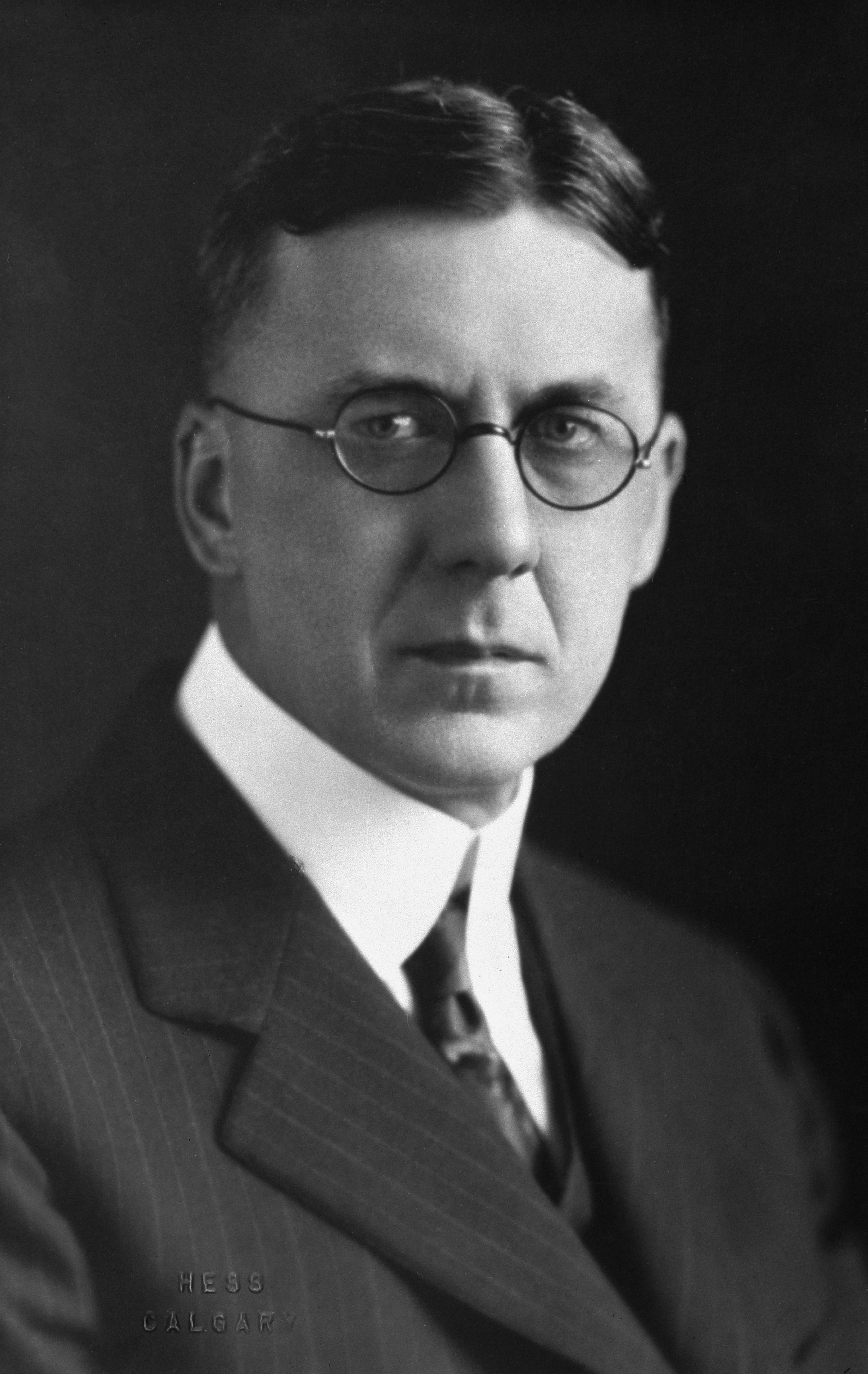
John Edward Brownlee

John Edward Brownlee fue Primer Ministro de Alberta, Canadá, de 1925 a 1934 como líder del grupo de agricultores Unidos de Alberta (UFA) en la Asamblea Legislativa de Alberta. Después de varios éxitos iniciales, su popularidad y la de su gobierno sufrieron las dificultades de la Gran Depresión. En 1934, se vio envuelto en un escándalo sexual cuando un amigo de la familia lo demandó por seducción. Aunque Brownlee negó los hechos que alegó, cuando el jurado falló a su favor anunció su renuncia como primer ministro.
Brownlee se convirtió en primer ministro el 23 de noviembre de 1925, cuando, a pedido del caucus de la UFA, reemplazó al indeciso Herbert Greenfield, en cuyo gabinete se había desempeñado como fiscal general. Después de ganar las elecciones de 1926 para la UFA, Brownlee logró varios éxitos. En 1929 firmó un acuerdo con el gobierno federal que transfirió el control de los recursos naturales de Alberta a su gobierno provincial, que había sido una prioridad de sus tres predecesores inmediatos como primer ministro. En 1928 despojó al gobierno de los ferrocarriles que perdían dinero que había adquirido después de que los sindicatos que los fundaron cerraron, vendiéndolos a Canadian Pacific y Canadian National. Esto fue parte de su programa para equilibrar el presupuesto provincial, en el que tuvo éxito a partir de 1925. Su gobierno también introdujo un controvertido programa de esterilización sexual para evitar que los discapacitados mentales procrearan.
La fortuna de su gobierno entró en declive tras las elecciones de 1930. Los precios agrícolas colapsaron, arrojando a muchos de los agricultores de Alberta a la pobreza extrema. El desempleo urbano se disparó y el gobierno no tuvo más remedio que volver al gasto deficitario. Brownlee intentó negociar acuerdos entre agricultores y bancos, pero no encontró ninguna de las partes dispuesta a ceder. El radicalismo político aumentó, a medida que el comunismo, la nueva Federación Cooperativa del Commonwealth y el movimiento de crédito social de William Aberhart ganaron nuevos adeptos. La propia UFA eligió como presidente al socialista radical Robert Gardiner. En 1933, el primer ministro R. B. Bennett nombró a Brownlee miembro de la Comisión Real de Banca y Moneda como representante de los intereses occidentales y los puntos de vista poco ortodoxos. En esta capacidad, Brownlee viajó por el país interrogando a testigos, especialmente a banqueros y agricultores. Si bien estuvo de acuerdo con la recomendación final de la comisión para la creación de un banco central, también hizo una serie de recomendaciones propias, incluida la de que el banco central sea controlado completamente por el gobierno.
En 1934, Brownlee fue demandado por la seducción de Vivian MacMillan, una amiga de la familia y secretaria de la oficina del fiscal general de su gobierno. MacMillan afirmó que ella y Brownlee habían tenido una aventura durante tres años. Aunque Brownlee negó completamente la historia de MacMillan, y aunque su abogado expuso inconsistencias en el contrainterrogatorio, el jurado se puso del lado de MacMillan. En deferencia a la indignación pública por los cargos, John Brownlee renunció como primer ministro el 10 de julio de 1934 y fue sucedido por Richard Gavin Reid.

## Camino a la prosperidad (1925–29)

### Elección de 1926
Brownlee se convirtió en primer ministro el 23 de noviembre de 1925, cuando el vicegobernador de Alberta William Egbert, a instancias de gran parte del grupo de la UFA, le pidió que formara un gobierno. Anteriormente, Brownlee había sido Fiscal General en el gobierno de Herbert Greenfield. Greenfield era un primer ministro débil e indeciso, y los miembros de la Asamblea Legislativa (MLA) de la UFA comenzaron a buscar cada vez más el liderazgo de Brownlee. Aunque Brownlee resistió los primeros llamamientos para asumir el cargo de primer ministro por lealtad a Greenfield, finalmente fue persuadido por el consejo del presidente de la UFA Henry Wise Wood y las garantías de Greenfield de que felizmente se haría a un lado a favor de Brownlee.
Cuando Brownlee se convirtió en primer ministro, ya habían pasado más de cuatro años desde las últimas elecciones. La ley requería una elección al menos cada cinco años, y Brownlee convocó una para el 28 de junio de 1926. Los liberales eran la oposición oficial y el principal oponente de la UFA en las elecciones; en 1924, con Greenfield todavía en primer lugar, el líder liberal John R. Boyle había predicho una victoria liberal. Desde entonces, Boyle había sido designado para el tribunal, y el partido ahora estaba dirigido por Joseph Tweed Shaw. Shaw se había desempeñado como miembro laborista del parlamento de Calgary West desde 1921 hasta 1925; en esta capacidad había contado con el respaldo de la UFA y disfrutaba de una cálida relación con ella. Ahora, en contra del gobierno de la UFA, esta relación anterior y sus sentimientos registrados al respecto fueron desventajas.

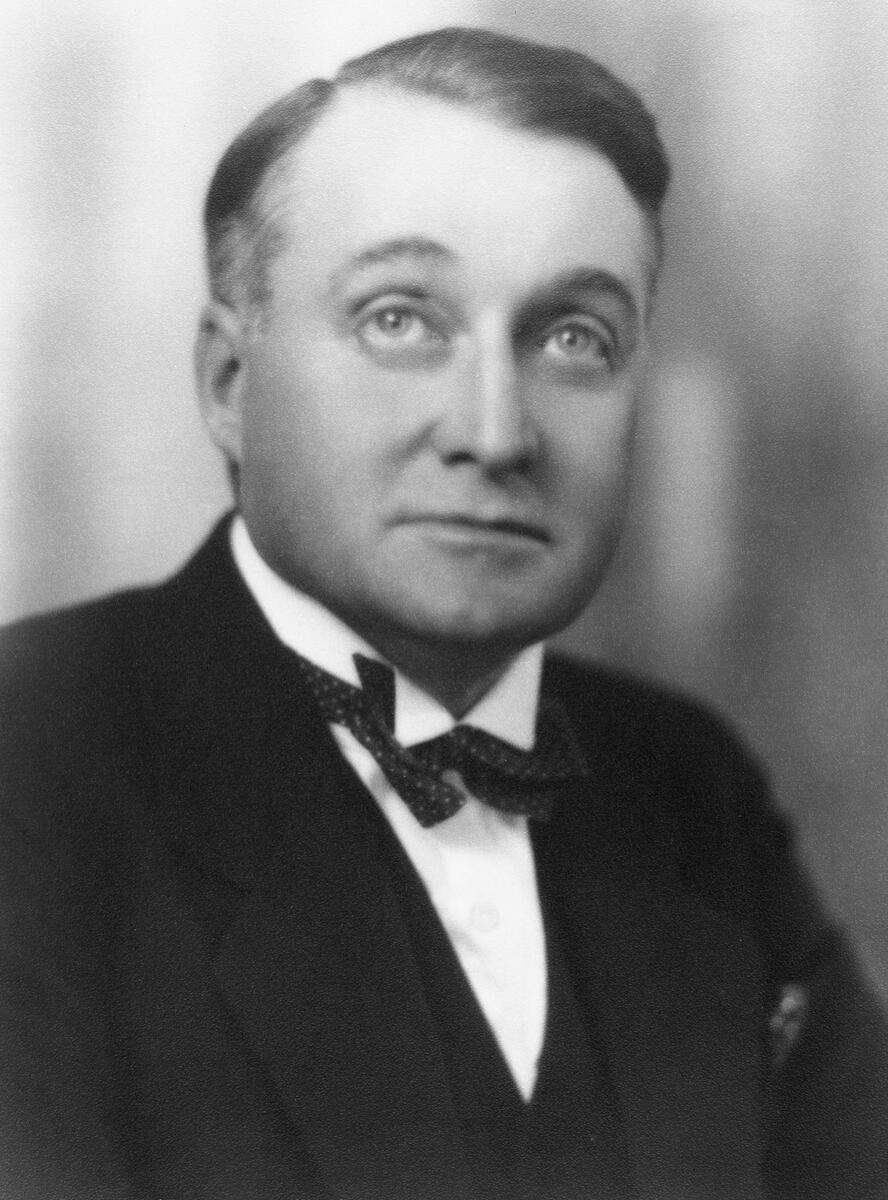
Los conservadores estaban dirigidos por el amigo de Brownlee A. A. McGillivray en las elecciones de 1926.

Los conservadores estaban encabezados por A. A. McGillivray, un destacado abogado de sala y amigo de Brownlee a quien este último, como fiscal general, había contratado para procesar a Emilio Picariello. McGillivray había lanzado toda la plataforma de su partido poco después de convertirse en líder en 1925, por lo que tenía pocas novedades que decir durante la campaña. Si bien Brownlee admiraba su intelecto, consideró que estaba fuera de contacto con las opiniones de los votantes, comparándolo con el líder conservador federal Arthur Meighen.
Durante la campaña, Brownlee viajó por la provincia hablando en reuniones públicas. Hizo hincapié en su historial y el de la UFA, señalando la mejora de la situación financiera de la provincia y su participación en el establecimiento de la reserva de trigo de Alberta. Calificó el período transcurrido desde las últimas elecciones como "cinco años de progreso". En consonancia con la visión de la UFA de que el buen gobierno es una administración de negocios no partidista y no un choque de ideologías, concluyó sus discursos preguntando: "¿Vamos a volver en esta provincia a un gobierno basado en el sistema bipartidista, ¿O vamos a seguir trabajando por una mejor [forma]? "
La UFA impugnó 46 de los 60 escaños de Alberta, incluida la candidatura del abogado John Lymburn en Edmonton (la primera vez que la UFA rural presentó un candidato en cualquiera de las dos ciudades principales de la provincia). De estos 46 candidatos, 43, incluidos Lymburn y Brownlee, que fue aclamado en su Ponoka, fueron elegidos. Esto fue un aumento de los 38 que fueron elegidos en 1921. Fueron elegidos siete liberales y cuatro conservadores. Los seis escaños restantes fueron para candidatos laboristas que en general eran amigos de la UFA, aunque el MLA laborista Alex Ross, que había servido en el gabinete de Brownlee, fue derrotado en Calgary.

### Relación con el gobierno de King

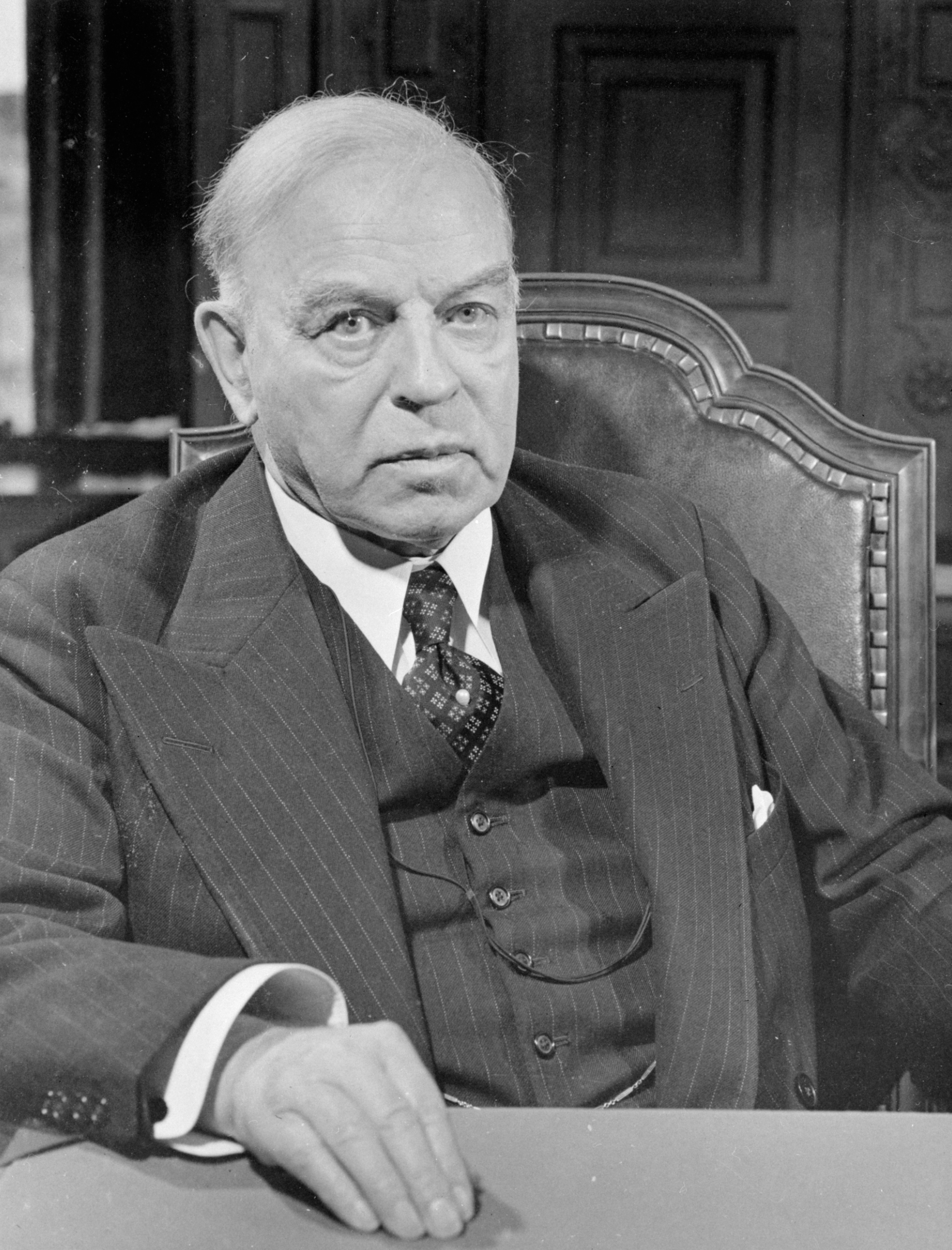
Brownlee disfrutó de buenas relaciones con el Primer Ministro William Lyon Mackenzie King.

En el momento en que Brownlee se convirtió en primer ministro, los gobiernos provinciales todavía eran los socios menores de la federación canadiense. Las enmiendas a la Constitución de Canadá que amplían los poderes provinciales aún están a varios años en el futuro, al igual que el advenimiento del estado de bienestar, que amplió la importancia de responsabilidades provinciales como la atención médica y la educación. Brownlee dependía de la cooperación del gobierno federal para prácticamente todos sus principales objetivos. El liberal William Lyon Mackenzie King fue Primer Ministro de Canadá durante casi la totalidad de los primeros cinco años de la presidencia de Brownlee.
Durante este período, King dirigió un gobierno minoritario que dependía para su supervivencia en la Cámara de los Comunes de Canadá en un bloque de miembros progresistas y aliados del Parlamento (MP). Once de este grupo se sentaron como miembros de la UFA, y Brownlee se reunió con varios de ellos poco después de asumir el cargo para coordinar la estrategia sobre los objetivos de Alberta. Estos parlamentarios fueron doblemente influyentes con King debido a su deseo de absorberlos en el Partido Liberal; veía a los progresistas como "liberales con prisa". En Saskatchewan, el primer ministro liberal Charles Avery Dunning permaneció en el cargo con el apoyo del movimiento progresista de agricultores, pero en Alberta Brownlee y la UFA fueron lo suficientemente fuertes como para gobernar sin el apoyo de los liberales provinciales, que seguían siendo acérrimos opositores a su gobierno.
La relación entre Brownlee y King se vio favorecida por la preferencia del primero por los liberales sobre los conservadores. Después de que King perdió su escaño en las elecciones federales de 1925, buscó y recibió el consejo de Brownlee para postularse en una elección parcial en cualquiera de los cuatro distritos electorales de Alberta controlados por los liberales. Las preferencias de Brownlee no fueron compartidas por todos en la UFA: su ministro de Ferrocarriles, Vernor Smith, fue acusado de presionar activamente a los parlamentarios de la UFA para que votaran con los conservadores de Arthur Meighen durante la crisis King-Byng. Además, no todos los ministros de King compartían su deseo de cooperar con los progresistas: el representante de su gabinete en Alberta, Charles Stewart, se oponía implacablemente a Brownlee y a la UFA, que lo habían derrotado en las elecciones provinciales de 1921 cuando era el primer ministro liberal de Alberta.
King tenía a Brownlee en alta estima: consideró reclutarlo para su gabinete como reemplazo de Stewart en 1925. Dejó este plan en suspenso cuando Brownlee se convirtió en primer ministro, pero no lo abandonó. Cuando hizo otro intento en 1929, Brownlee expresó interés, reafirmando su apoyo a los liberales federales, pero indicó que no era políticamente ambicioso y que esperaría tener derecho a renunciar si no estaba de acuerdo con la política del gobierno. King encontró esta respuesta desalentadora y decidió esperar los resultados de las elecciones de 1930 antes de presionar el tema. La derrota de King en las elecciones federales de 1930 hizo que la cuestión fuera discutible.

### Recursos naturales
En ningún caso la relación de Brownlee con el gobierno de King fue más crítica que para el control de los recursos naturales. Los términos bajo los cuales Alberta, como Saskatchewan y Manitoba, ingresaron a Canadá, dejaron el control de sus recursos naturales en manos del gobierno federal; la Ley Británica de América del Norte otorgó el control de los recursos naturales de las provincias más antiguas a sus gobiernos provinciales. Si bien Alberta recibió una compensación en forma de subvención anual, Brownlee, al igual que sus tres predecesores inmediatos, consideró que era insuficiente. El gobierno federal se había comprometido desde 1920 con el principio de transferir el control de los recursos a la provincia; sólo quedaba por establecer las condiciones específicas de la transferencia. Alberta, aunque estaba dispuesta a renunciar a la concesión, consideró que se le debía una compensación por las concesiones de tierras y los arrendamientos de minerales que hizo el gobierno federal, pero que se esperaba que Alberta honrara una vez transferidos los recursos.
Después de años de disputas entre el gobierno federal y el gobierno de Alberta de Herbert Greenfield, disputas en las que Brownlee, como fiscal general de Greenfield, desempeñó un papel importante, inicialmente pareció que la transferencia se acordó: Brownlee se reunió con King en Ottawa en enero de 1926 y firmó el acuerdo (sujeto a ratificación por el Parlamento federal y la Asamblea Legislativa de Alberta). Sin embargo, al mes siguiente, el abogado federal O. M. Biggar vino a Edmonton para discutir cambios menores al acuerdo. Uno de estos cambios fue el requisito de que Alberta administrara los terrenos escolares y el fondo de terrenos escolares "para el apoyo a las escuelas organizadas y desarrolladas en ellos, de conformidad con las disposiciones del artículo 17 de la Ley de Alberta". Entendiendo que esto significaba solo que la provincia estaría obligada a utilizar el fondo de tierras escolares para apoyar a las escuelas, una propuesta a la que Brownlee no tenía objeciones, estuvo de acuerdo. Pronto se supo que lo que realmente se pretendía era que Alberta continuara apoyando escuelas católicas separadas. Brownlee se opuso a esto, menos por cualquier objeción a la financiación de las escuelas católicas que por el principio de que la educación era una cuestión de jurisdicción provincial, pero King no le permitió rescindir su acuerdo. De hecho, el cambio se había realizado por instigación de Ernest Lapointe, el lugarteniente del rey de Quebec, que quería aplacar al líder nacionalista de Quebec Henri Bourassa, y en opinión de Tim Byrne "era obviamente un movimiento político que tenía poco que ver con el acuerdo ". Brownlee respondió poniendo una versión modificada del acuerdo a su legislatura, una que reemplazó el lenguaje ofensivo con "organizado de acuerdo con las leyes de la provincia". Fue aprobado por unanimidad.

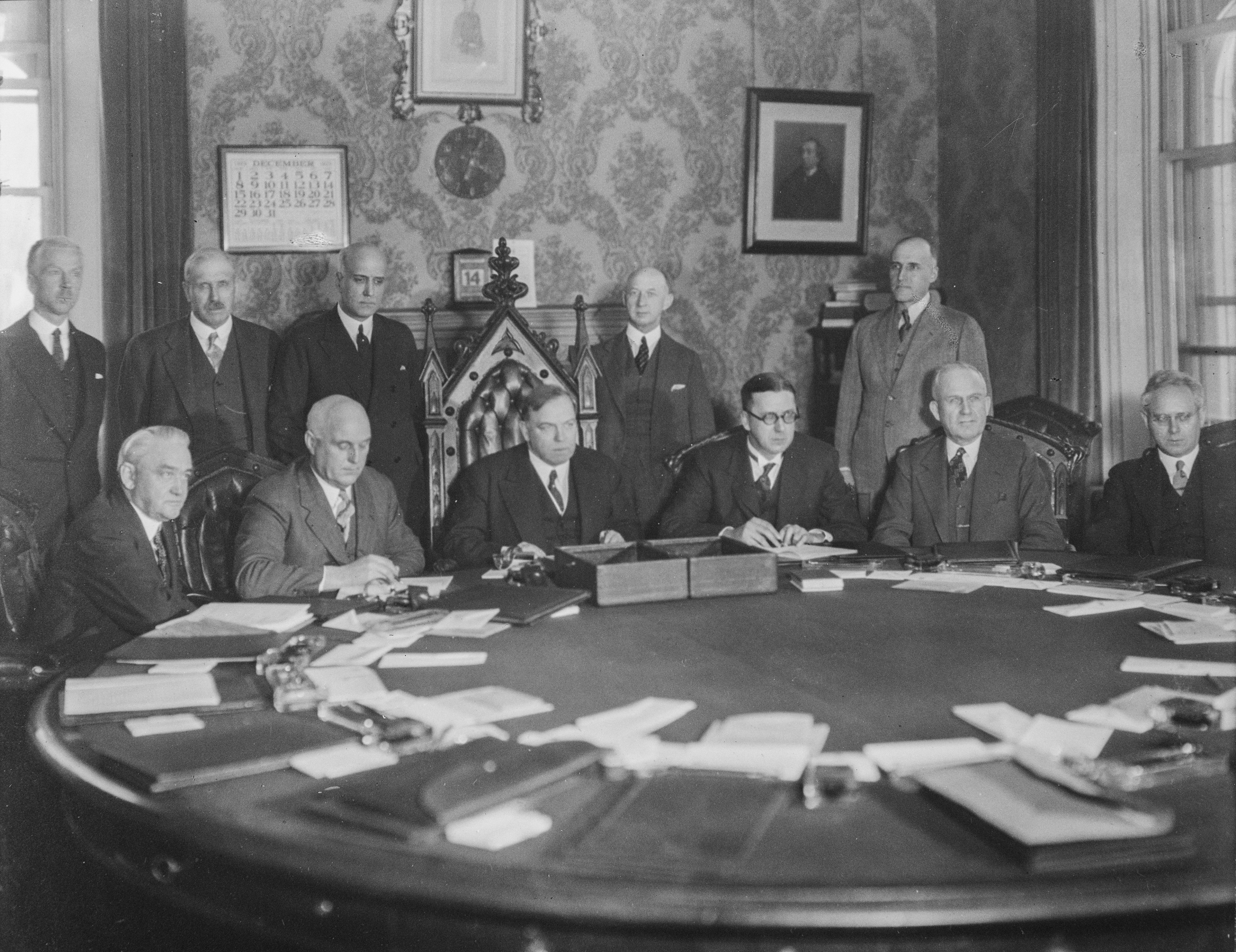
El acuerdo de recursos naturales entre Alberta y el gobierno federal se firmó el 14 de diciembre de 1929.

Esto siguió siendo un punto de controversia hasta 1929, cuando Brownlee y King acordaron una nueva redacción: "organizado de acuerdo con las leyes de la provincia, pero de acuerdo con la letra y el espíritu de la constitución". El gobierno federal ya había acordado continuar el subsidio a los recursos a perpetuidad, pero Brownlee objetó sus planes de basar la cantidad en la población de Alberta de 1929, que vería recibir menos que Saskatchewan a perpetuidad a pesar de tener una población de crecimiento mucho más rápido.  Cuando la Comisión Federal de Turgeon recomendó que Manitoba, además de un subsidio perpetuo, recibiera un pago único de más de $ 4 millones, Brownlee exigió lo mismo para Alberta. King respondió que el propósito de ese pago único era compensar a Manitoba por los años durante los cuales, a diferencia de Alberta y Saskatchewan, no recibió un subsidio; Brownlee respondió que el gobierno federal había cedido a los ferrocarriles más de tres veces más tierras de Alberta que de Manitoba. King abandonó la reunión en protesta contra esta nueva demanda, pero estaba decidido a llegar a un acuerdo con Manitoba y Alberta para aislar al primer ministro de Saskatchewan, James Thomas Milton Anderson, y sus demandas más extravagantes. Finalmente aceptó los términos de Brownlee y se firmó un acuerdo el 14 de diciembre de 1929. El acuerdo preveía un subsidio anual de $ 562.000 hasta que la población de Alberta alcanzara los 800.000 y $ 750.000 hasta llegar a los 1.200.000, después de lo cual sería de $ 1.125.000.
Brownlee fue aclamado como un héroe en Alberta; había tenido éxito donde todos los primeros primeros ministros habían fracasado. A pesar de las temperaturas bajo cero, 3.000 personas lo recibieron en la estación de tren a su regreso a Edmonton, donde fue agasajado por una banda, una hoguera y fuegos artificiales. Como escribió el historiador de Lakeland College y biógrafo de Brownlee Franklin Foster, Brownlee estaba "en la cima de su carrera política". En opinión de Byrne, "este fue el mayor logro de la carrera de Brownlee como primer ministro" y, si se hubiera retirado en ese momento, le habría permitido "[entrar] en la historia como uno de los grandes primeros ministros de Alberta".

### Vías férreas

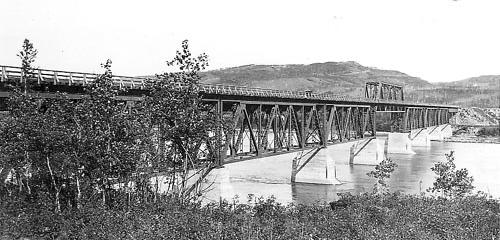
Un puente ferroviario de Edmonton, Dunvegan y Columbia Británica en Peace River

En 1925, el gobierno de Alberta era propietario de cuatro pequeños ferrocarriles cuyos sindicatos fundadores, en cuyo nombre el gobierno había otorgado garantías a los financieros, se habían derrumbado. Los intentos del gobierno de Greenfield de vender estas líneas a uno o ambos de Canadian Pacific (CP) o Canadian National (CN) habían fracasado. En 1925, las líneas para pérdidas de dinero representaron una pérdida anual de $ 1.5 millones en el presupuesto provincial. Brownlee repitió los viejos intentos en enero de 1926, haciendo ofertas directas al presidente de CN Henry Thornton y al presidente del PC Edward Wentworth Beatty, pero ninguno de los dos estaba interesado, debido a las deudas de las líneas de Alberta y las pérdidas operativas. Enfrentado sin compradores, arrendadores potenciales dispuestos a operar las líneas solo en términos desfavorables para la provincia, y en Vernor Smith un ministro de Ferrocarriles que apoyaba vigorosamente la propiedad pública, el gobierno de Brownlee optó por hacerse cargo de la operación directa de las líneas en 1927. Asimismo, trasladó su contrato para el transporte transcontinental de carga de las líneas de CP a CN, con la esperanza de que al hacerlo, ambas compañías conocieran de primera mano los niveles de carga de las líneas y estuvieran interesadas en adquirirlas en mejores tiempos económicos .
A fines de 1927, Brownlee comenzó a abogar por la adquisición conjunta de las líneas por CN y CP. Cuando, a principios de 1928, las líneas empezaron a mostrar beneficios gracias a la gestión del viceministro de Ferrocarriles John Callaghan, empezó a perseguir la idea con más vigor. Una de las líneas, Lacombe y North Western, se vendió a CP por 1,5 millones de dólares, y CP y CN hicieron una oferta conjunta de 15 millones de dólares por Edmonton, Dunvegan y Columbia Británica, la mayor de las líneas. Brownlee recomendó no aceptar la última oferta, creyendo que el precio era demasiado bajo, los términos de pago demasiado desfavorables (ninguno se haría hasta 1930, y la tasa de interés aplicada era sólo un uno y medio por ciento, menos de lo que Brownlee creía que el La provincia podría obtener beneficios operativos manteniendo el ferrocarril), y el resultado de que Alberta se quedara con un departamento de ferrocarriles responsable de un solo ferrocarril demasiado indeseable.
Esta precaución dio sus frutos más adelante en el año cuando la provincia recibió y aceptó una oferta de $ 25 millones de CP (con CN teniendo la opción de adquirir el 50% de la propiedad) para comprar las líneas restantes. La habilidad negociadora de Brownlee fue ampliamente elogiada después del acuerdo.

### Política presupuestaria y fiscal

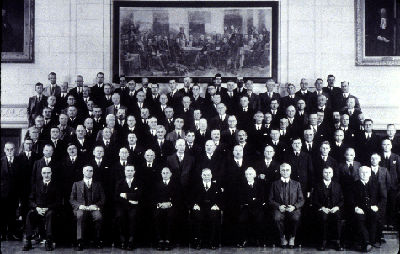
La conferencia Dominio-Provincial de 1927

Como fiscal general del gobierno de Greenfield, Brownlee había sido crítico de sus grandes déficits y ponerles fin era una de sus prioridades al asumir el cargo . Logró este objetivo antes de lo esperado: aunque el gobierno había proyectado un déficit para 1925, el 11 de febrero de 1926 anunció a la legislatura que las cuentas del año habían registrado un superávit de $ 188.019. En 1926 se registró un segundo pequeño superávit . Asegurar el control de los recursos naturales y deshacerse de los ferrocarriles fueron dos elementos de la estrategia de Brownlee para asegurar que estos excedentes continuaran, pero también tomó otras medidas. Por ejemplo, en un viaje al Reino Unido en el verano de 1927, se reunió con financieros internacionales en un esfuerzo por aumentar su confianza en la solvencia de su gobierno.
Brownlee abogó por la austeridad a pesar de los excedentes. En noviembre de 1927, en una conferencia de Primeros Ministros, se quejó del aumento de la demanda pública de gasto en áreas de jurisdicción provincial, como educación, salud y bienestar. Mientras tanto, el papel relativamente reducido del gobierno federal en el gasto público le otorgó el crédito político que conlleva tener superávits, reducir su deuda y recortar impuestos. Al año siguiente, recomendó que Alberta no optara por el nuevo programa de pensiones de vejez federal-provincial porque consideraba que la participación de Alberta era demasiado onerosa. La legislatura aceptó su recomendación por un año, para darle tiempo para persuadir al gobierno federal de asumir una mayor parte del costo, pero optó por el programa después de eso, aunque no se esperaba un mayor compromiso por parte del gobierno federal.
En 1928, el gobierno de Alberta obtuvo un superávit de $ 1,578,823, el más grande de su historia y el segundo más grande del país. A pesar de esto, Brownlee se mantuvo firme en su deseo de limitar el gasto, advirtiendo sobre serios problemas si la economía entrara en recesión. Su reputación de "Scrooge" resultante comenzó a afectar su popularidad.